# Sonorama 2013

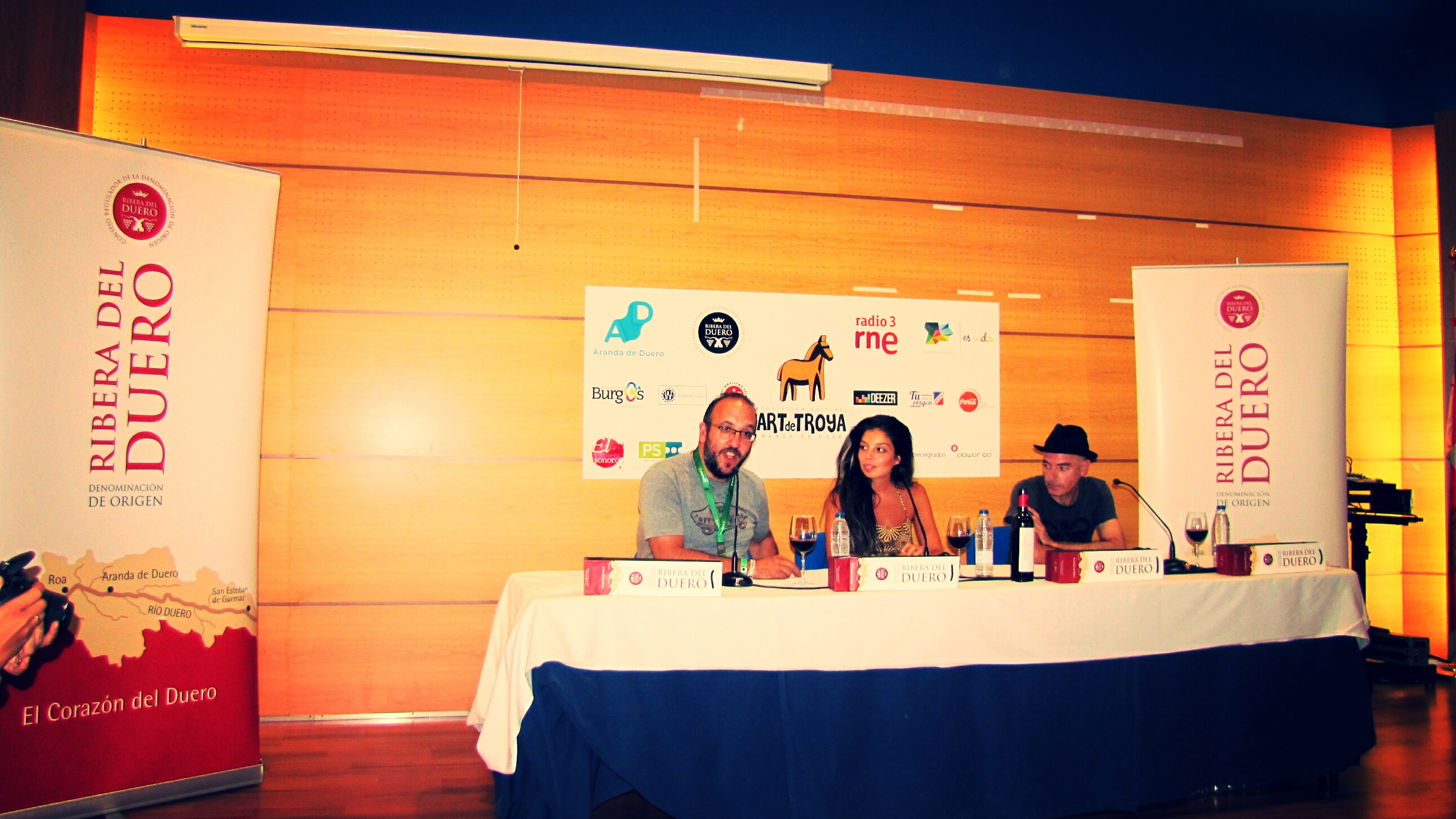
Rueda de Prensa de Soleá Morente y Los Evangelitas antes de su concierto en Sonorama 2013.

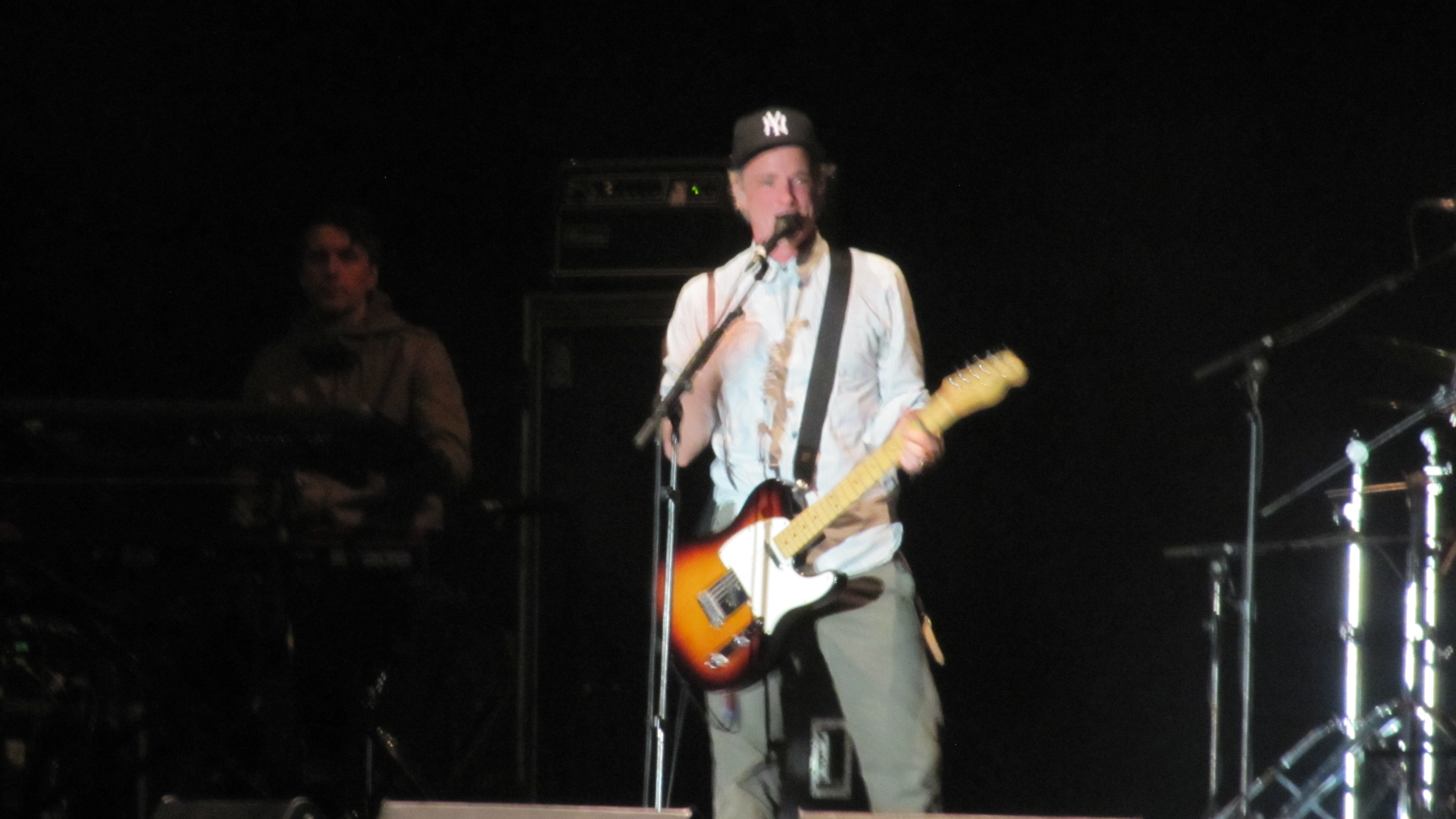
Travis en su concierto durante el Sonorama 2013, en el Escenario Principal.

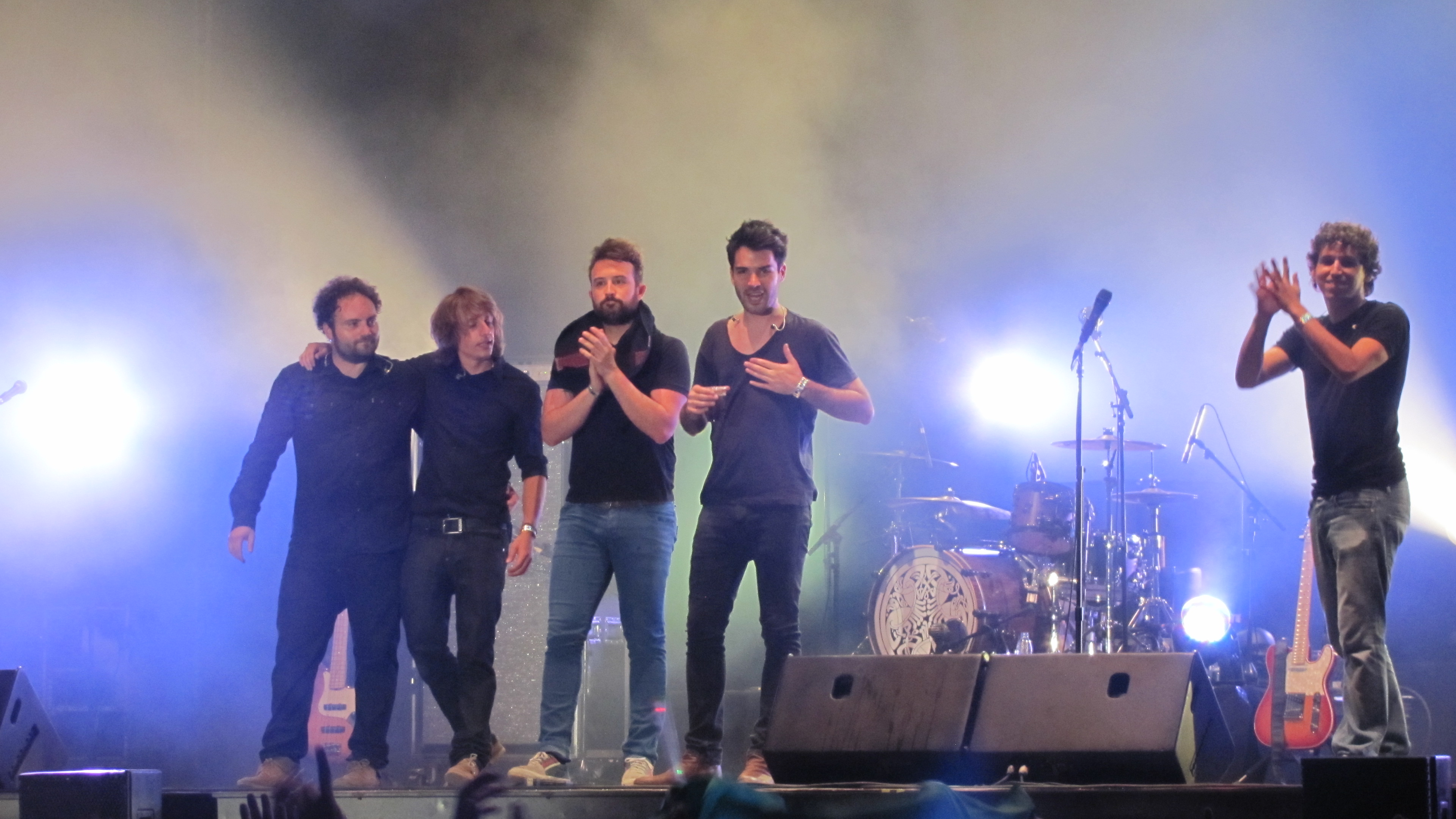
Supersubmarina en su concierto durante el Sonorama 2013, en el escenario Ribera del Duero.

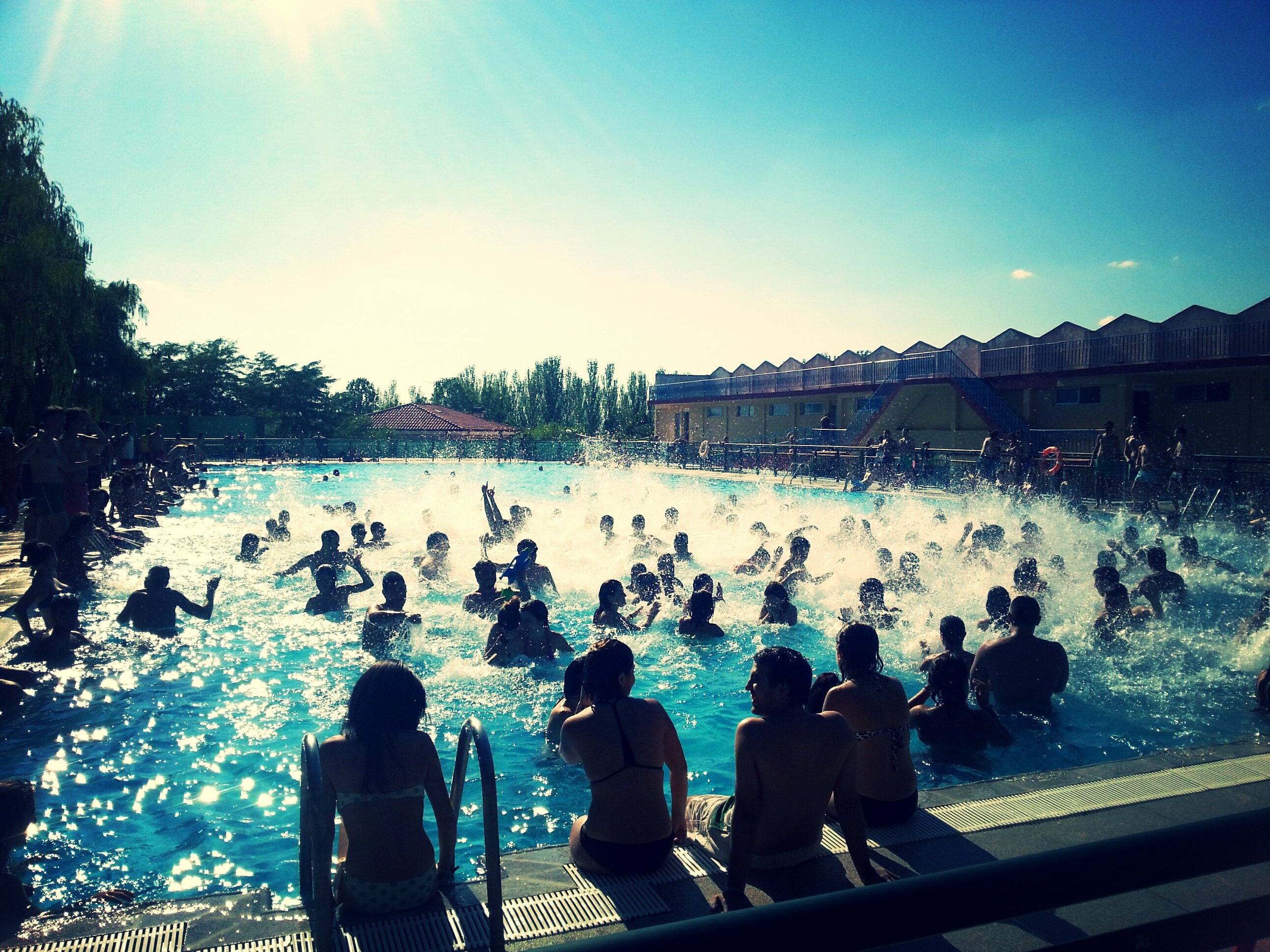
Fiesta en la piscina durante el festival en 2013.

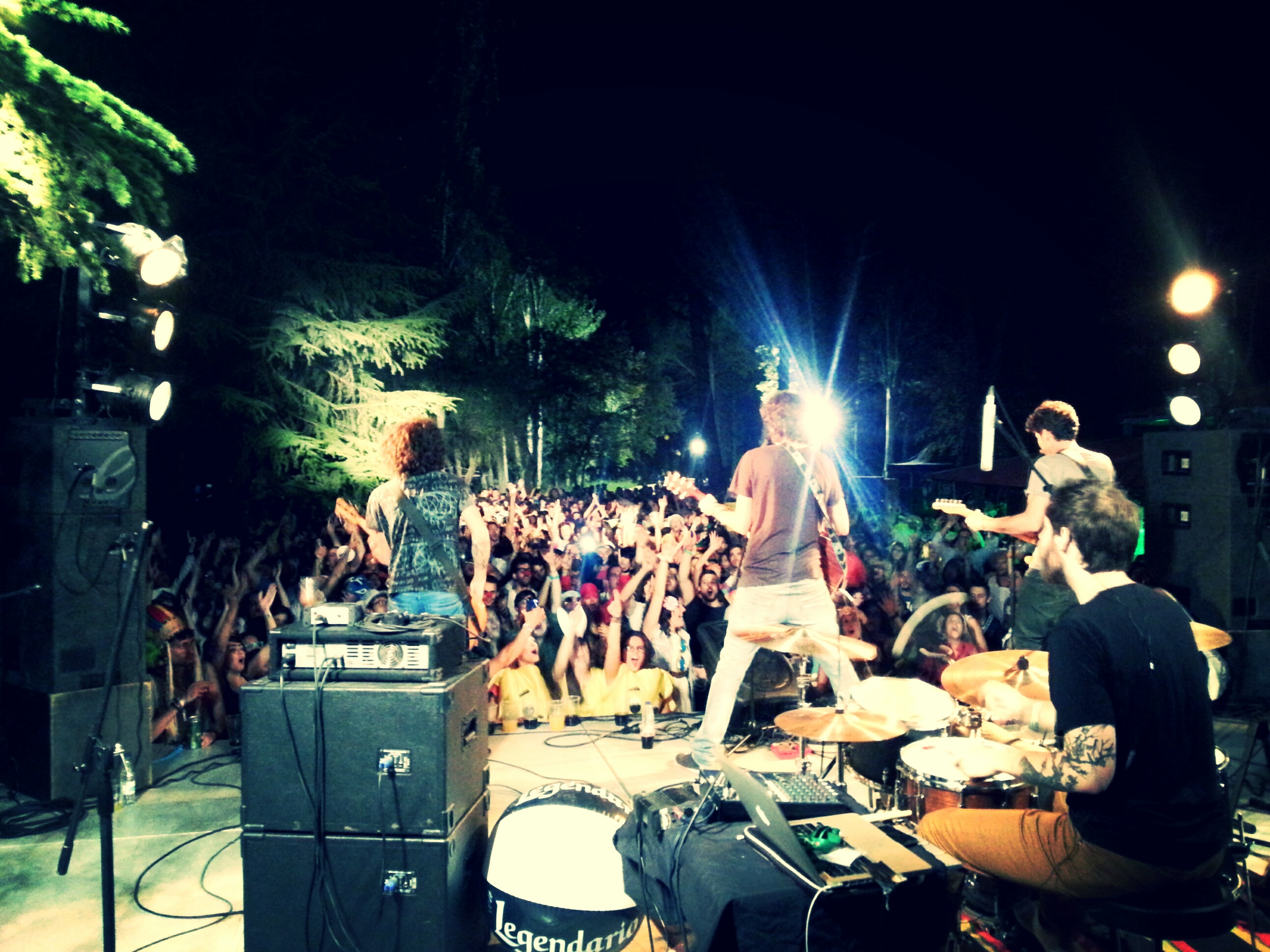
Concierto sorpresa de Izal, en el camping durante el festival en 2013.

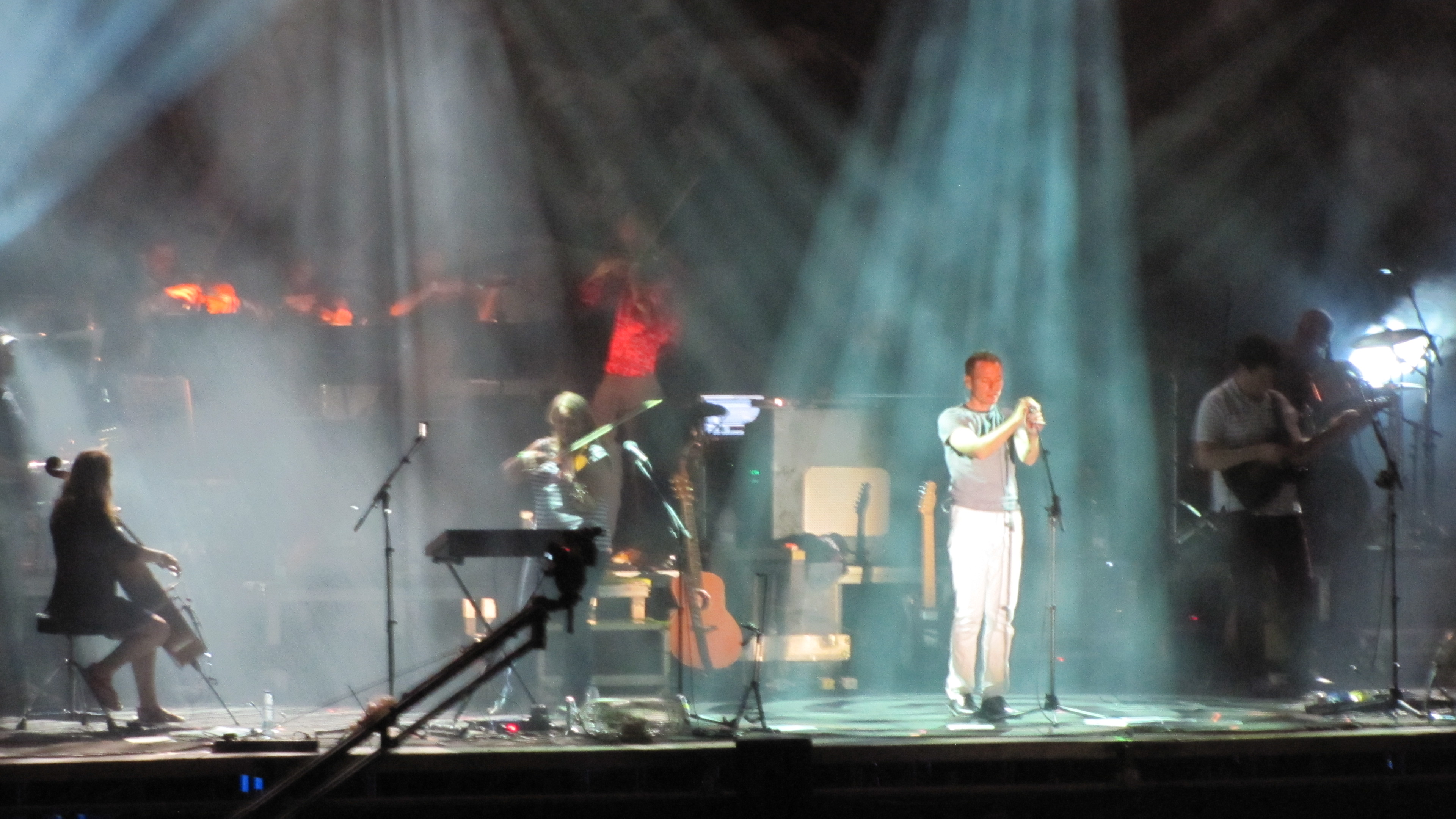
Belle and Sebastian en su concierto durante el Sonorama 2013, en el Escenario Principal.

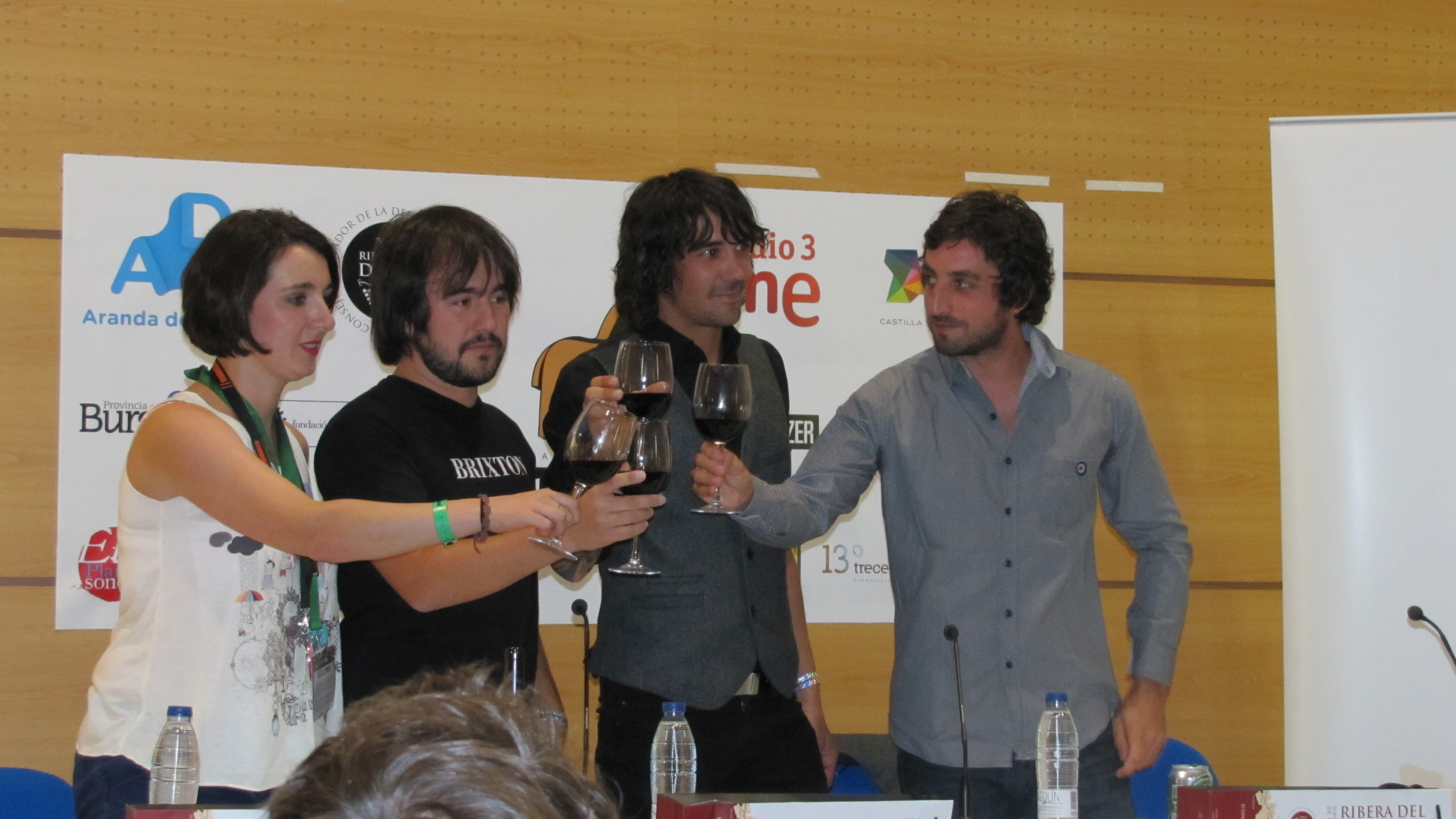
Rueda de Prensa de Lori Meyers antes de su concierto en Sonorama 2013.

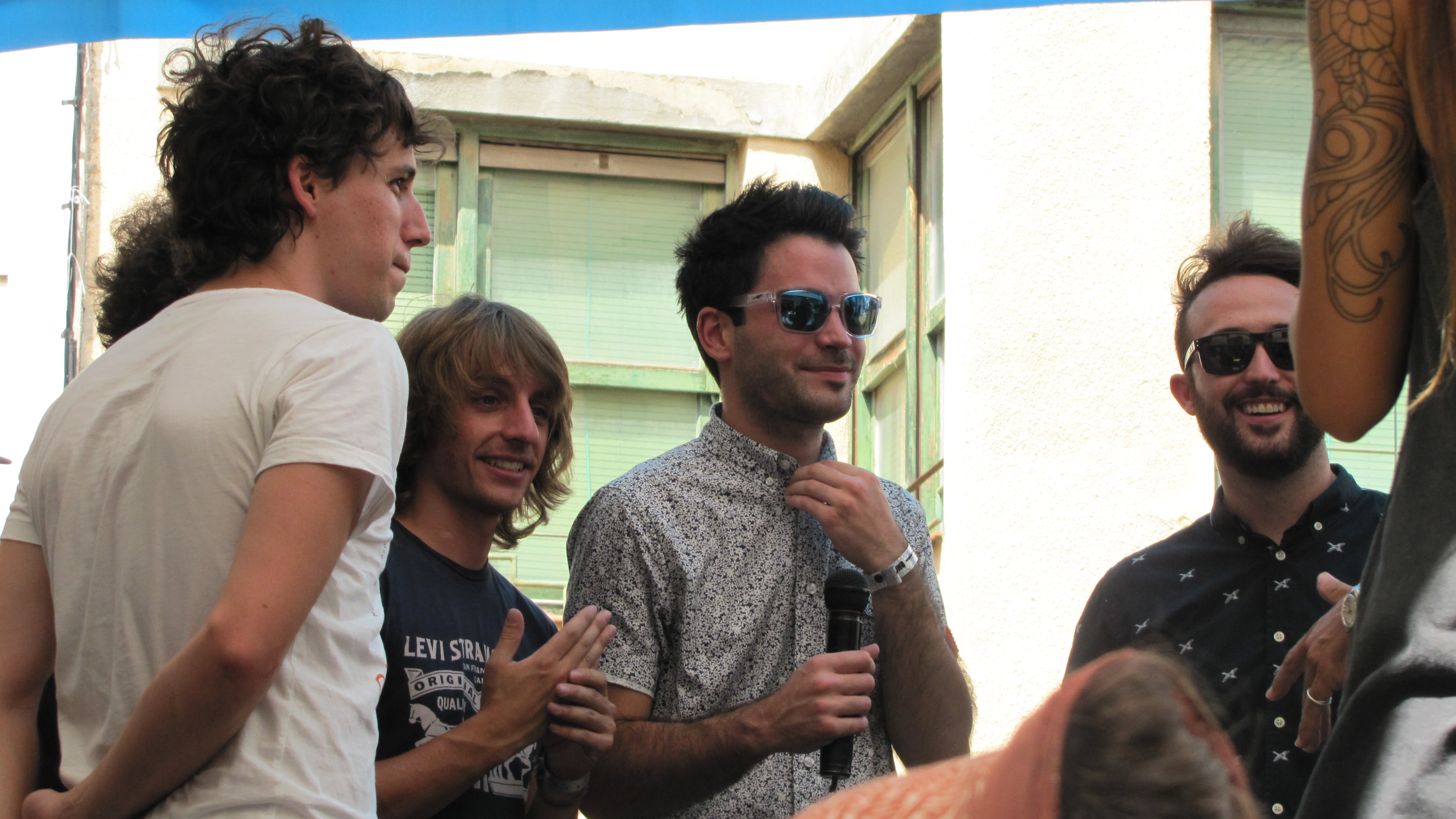
Supersubmarina tras su concierto sorpresa en el escenario Plaza del Trigo en Sonorama 2013.

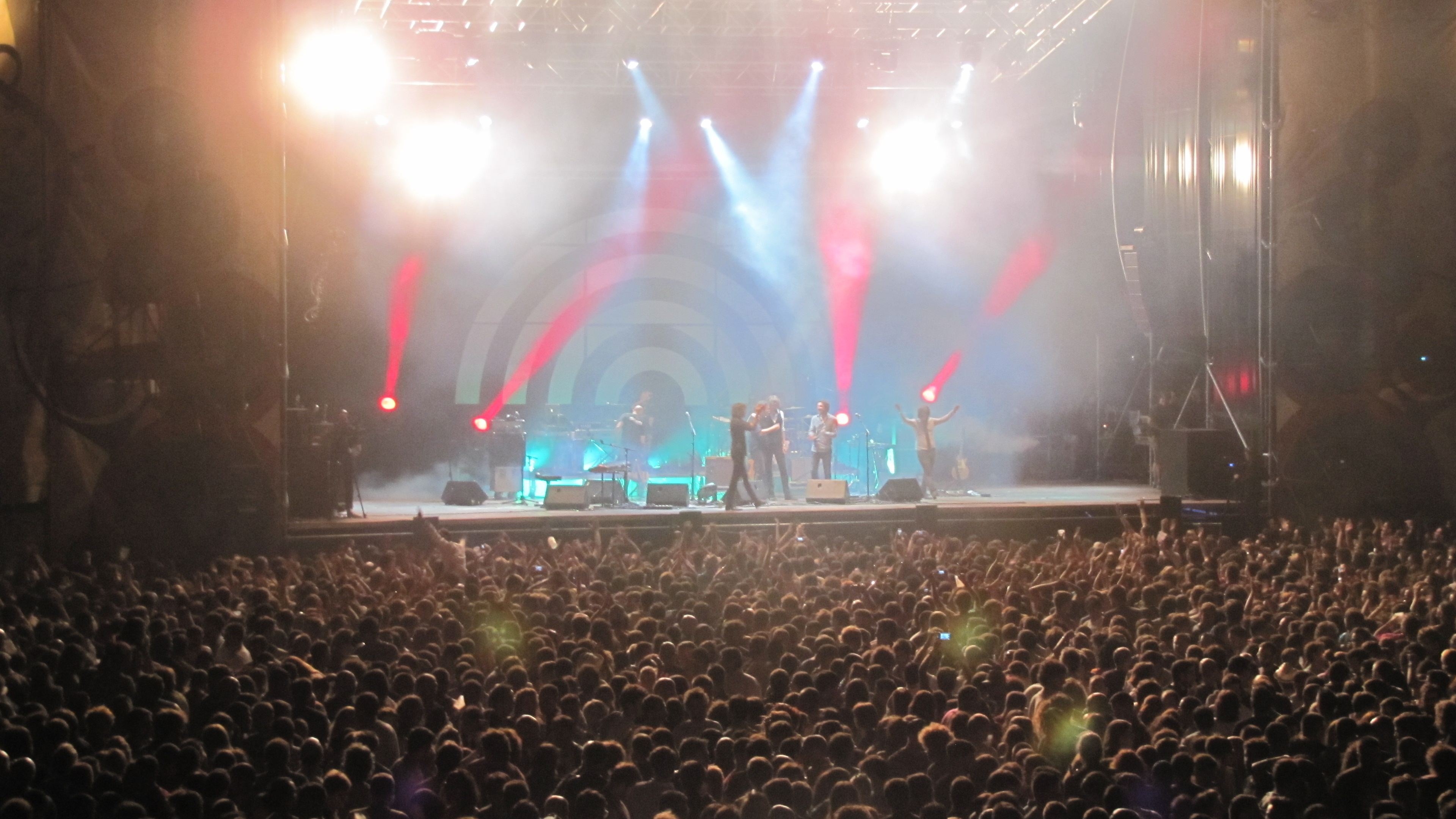
Lori Meyers durante su concierto en el escenario principal, en Sonorama 2013.

Sonorama 2013, o Sonorama Ribera 2013, fue la XVI edición del Festival Sonorama, llevada a cabo en la ciudad de Aranda de Duero (provincia de Burgos, España), a mediados de agosto de 2013, y organizada por la Asociación Cultural, y sin ánimo de lucro, "Art de Troya". Contó con la asistencia de más de 40.000 asistentes al festival, durante los 4 días de duración.
- Lugar: Recinto Ferial y centro histórico.
- Fecha: 14, 15, 16 y 17 agosto
- Características:

Durante el festival, el miércoles, la banda Izal dio un concierto sorpresa en el escenario Camping. Y el sábado el grupo jiennense Supersubmarina dio también un concierto sorpresa en el escenario Plaza del Trigo, tocando además versiones de temas de Mando Diao, Franz Ferdinand e Iván Ferreiro.
El festival contó con la asistencia de más de 100 bandas:
Cartel Internacional:
- Travis (Escocia)
- Belle and Sebastian (Escocia)

Cartel Nacional :
- Supersubmarina
- Lori Meyers
- Standstill presenta Cenit
- Soleá Morente y los Evangelistas
- Loquillo (cantante) y Amigos (30 Aniversario del ritmo del Garaje)
- Jaime Urrutia
- Delafé y las flores azules
- Xoel López
- L.A.
- Luis Brea
- Mendetz (banda)
- Cyan
- Jero Romero (The Sunday Drivers)
- Stay
- Estereotypo
- Miss Caffeina
- 84
- Alis
- Arsenal
- Astrobahn
- Autumn Comets
- Andrés Garrasparri
- Ángel Stanich
- Banda de Turistas
- Buffet Libre Dj's
- Cápsula
- Dehra Dun
- Drow
- DUNE (banda)
- Edredón
- Egon Soda
- El Capitán Elefante
- Eme dj
- Full
- Garamendi
- Havalina
- Igloo
- Indies Cabreados Dj´s
- Izal
- Jack Knife
- Jane Joyd
- Kill The Hipsters
- Klein
- Kuve
- La Doble Fila
- Las Despechadas Pinchadiscos
- León Benavente
- Llum
- Lorena Álvarez y su Banda Municipal
- Los Madison
- Los Marañones
- Los Nastys
- Los Tiki Phantoms
- Los Zigarros
- Man Pop & Güendi Dj
- Margot
- McEnroe
- Mine
- Mi pequeña radio
- Mucho
- Mummuc
- Musst H
- Pantones
- Para normales
- Pasajero
- Perro
- Pinky Dj (Radio3 Extra)
- Plank
- Pony Bravo
- Pumuky
- Raisa
- Santos
- Sethler
- Sexy Zebras
- Sharon Bates
- Sick Devils
- Sin Rumbo
- Superframe Dj's
- The Chinese Birdwatchers
- The Handicaps
- The Girondines
- The New Raemon & Maga
- The Panteras
- The Tea Servants
- Tokyo Sex Destruction
- Trajano!
- Tres notas project
- Triángulo de Amor Bizarro
- Tuya
- Última Experiencia
- We Are England
- Wiggum
- Wolrus